# カツケン 勝間経済研究所
『カツケン 勝間経済研究所』（ - かつまけいざいけんきゅうしょ）は2009年7月5日より2010年3月28日までBSジャパンで放送されていた経済を主体にした情報番組・バラエティ番組である。

## 概要
『カツケン 勝間経済研究所』では現在の日本が抱えている経済の諸問題を日常生活の視点から解説していく番組である。
所長である勝間和代が経済の諸問題を分かりやすく解説するだけでなく、バラエティ番組の要素も含まれている。

### 番組構成
番組構成は以下の流れで進められる。
1. 問題提起・テーマ発表
2. 問題解説、途中「カツケンテスト」（テーマに沿った問題）が3問出題される。
3. 「結論テスト」出題（回答発表は最後に行う）
4. 「カツマ的日常」（勝間和代の日常生活の模様）
5. 「本日のカツマ的結論!」（本日の研究結果発表）

## 放送時間
- 日曜 12:00-13:00（2009年7月5日 - 2009年9月27日）
- 日曜 19:30-20:30（2009年10月4日 - 2010年3月28日）

## 番組で取り上げたテーマ
- 格差問題
- 出生率低下
- 貧困
- 老後・年金
- 人間関係
- 環境問題・エコポイント制度
- 婚活

## 出演者
- 勝間和代 - 勝間経済研究所「所長」
- 内藤聡子 - 勝間経済研究所「助手」（番組進行）
- 研究員（コメンテーター・パネリスト）
  - 相沢礼子 - レギュラー研究員（相沢はこの番組で初めてコメンテーターに挑戦した）
  - 土田晃之 - レギュラー研究員（2009年9月27日放送まで）
  - アンジャッシュ - レギュラー研究員（2009年10月4日放送から）
  - この他、ゲスト研究員1組と客員研究員（テーマに関連した講師　専門コメンテーター）1人が出演する（客員研究員は出演しない場合あり）。